# Рындык, Екатерина Юрьевна
Екатери́на Ю́рьевна Ры́ндык-Иго́ль — телевизионная ведущая; главный редактор и креативный продюсер Российского Центра «Практика»; арт-директор Международного Фестиваля «Живое слово»; преподаватель ННГУ им. Лобачевского; тренер публичности и телевизионного мастерства; член комиссии по вопросам помилования на территории Нижегородской области

## Биография

### с 2006 г.
Российский Центр «Практика»:
Главный редактор, креативный продюсер, тренер.
- авторство и ведение видеоканала «Живое слово» (о повышении эффективности общения людей);
- авторство фильмов проекта «Моя страна», НТК «Звезда»;
- авторство и продюсирование коммерческих и социальных документальных фильмов;
- разработка и проведение тренингов для телекомпаний стран СНГ;
- проведение тренингов для публичных людей.

Фестиваль «Живое слово»:
Арт-директор.
- разработка концепций Международных мультимедийных фестивалей (защита русского языка в СМИ).

### с 2005 г.
Комиссия по вопросам помилования на территории Нижегородской области.
- участие в рассмотрении ходатайств о помиловании.

### с 2001 г.
ННГУ им. Лобачевского: Преподаватель.
- Разработка и ведение курсов «Менеджмент телевидения» и «Драматургия телевизионных программ». Ведение курса «Продюсирование проектов».

Российский Центр «Практика» и «Интерньюз».
- Проведение тренингов «Самопродюсирование некоммерческих проектов».

Журналы «Красивые люди», «Самокат».
- Авторские статьи об известных людях.

### 1994—2006 гг.
Телекомпания «Волга»:
- 2001—2006 гг. Руководитель программы «Без Антракта». Автор, ведущая, продюсер.
- 1997—2000 гг. Автор документальных и коммерческих фильмов, ведущая утреннего канала «Привет, проснись и пой!».
- 1996—1997 гг. Производство в Великобритании циклов передач «Английские каникулы Екатерины Рындык» и «Русская жизнь в Лондоне».
- 1994—1997 гг. Автор программы «Наедине со звездами» (увлекательно о космосе).
- 1994 г. Корреспондент, ведущая новостей.

## Образование
- Диплом с отличием Президентской программы подготовки высших управленческих кадров (специальность «Менеджмент»), 2005 г.
- Сертификат Школы телевизионного мастерства Владимира Познера (специальность «Телеведущий»), 2003 г.
- Диплом с отличием ННГУ им. Лобачевского (специальность «Радиофизик-исследователь»), 1992 г.

## Достижения
- продюсер мультимедийных проектов;
- журналистская работа в европейских странах (Великобритания, Франция);
- награды профессиональных всероссийских конкурсов («Вся Россия», «Культура в эфире»);
- автор и ведущая множества телепроектов;
- автор оригинальных тренингов и курсов для ВУЗов и телекомпаний.